# اوکا نیکولوف
اوکا نیکولوف (مقدونی: Орхеј "Ока" Николов؛ زادهٔ ۲۵ مهٔ ۱۹۷۴) بازیکن فوتبال اهل آلمان است.
از باشگاه‌هایی که در آن بازی کرده‌است می‌توان به باشگاه فوتبال آینتراخت فرانکفورت، فیلادلفیا یونیون، و باشگاه فوتبال دارمشتات ۹۸ اشاره کرد.
وی همچنین در تیم ملی فوتبال مقدونیه شمالی بازی کرده‌است.